# Terry Notary
Terry Notary est un acteur et cascadeur américain, né le 14 août 1968 à San Rafael (Californie).

## Biographie
Terry Notary nait à San Rafael, en Californie. À l'âge de 7 ans, il est diagnostiqué comme hyperactif. Il va alors canaliser son énergie dans la pratique de la gymnastique. Il continuera la pratique de cette discipline durant ses études à l'université de Californie à Los Angeles, où il prend également des cours de théâtre. Il travaille ensuite quelques années plus tard pour le prestigieux Cirque du Soleil et dans divers spectacles.
Ses talents sont ensuite remarqués par l'industrie cinématographique. Sur le tournage du film Le Grinch (Ron Howard, 2000), il officie comme coach de mouvement pour les acteurs incarnant des Who. Pour les besoins de La Planète des singes (Tim Burton, 2001), il passe beaucoup de temps à observer les singes au zoo de Los Angeles pour ensuite participer à la formation des acteurs. Il participe par la suite à de nombreuses grosses productions comme X-Men 2 (2003), Superman Returns (2006), L'Incroyable Hulk (2008), Transformers 2 (2009) où il encadre des acteurs devant incarner des monstres ou des animaux.
L'évolution numérique lui offre de nouvelles possibilités. Il participe grâce à la capture de mouvement (motion capture en anglais) au film Avatar (2009), de James Cameron, où il encadre les acteurs tournant avec ce procédé. Son travail s'apparente à celui d'Andy Serkis, qu'il croise pour le tournage de La Planète des singes : Les Origines (2011) de Rupert Wyatt. Il y incarne cette fois un personnage secondaire mais important, le chimpanzé Rocket, ami de César, interprété par Andy Serkis. Il reprendra ce rôle dans les suites La Planète des singes : L'Affrontement (2014) et La Planète des singes : Suprématie (2017).
Entre-temps, il incarne divers Gobelins dans la trilogie Le Hobbit (2012-2014) de Peter Jackson, un Orc dans Warcraft : Le Commencement (2016) de Duncan Jones ou encore King Kong dans Kong: Skull Island (2017) de Jordan Vogt-Roberts. Il apparait ensuite pour la première fois « à visage découvert » en incarnant Oleg, un artiste performeur « homme-singe », dans le film The Square de Ruben Östlund, qui obtient la Palme d'or lors du festival de Cannes 2017.
Il dirige ensuite la seconde équipe pour le tournage de Jungle Book d'Andy Serkis, prévu pour 2018.

## Filmographie
Sauf indication contraire, les informations mentionnées dans cette section peuvent être confirmées par la base de données cinématographiques IMDb,  présente dans la section « Liens externes ».

### Comme acteur
- 2009 : Primal (The Lost Tribe) de Roel Reiné : Alpha Male
- 2009 : Avatar : un Banshee
- 2011 : La Planète des singes : Les Origines : Rocket / Beaux-yeux
- 2011 : The Scissoring Part 1 : Docteur
- 2012 : La Cabane dans les bois (The Cabin in the Woods) : le clown
- 2012 : Le Hobbit : Un voyage inattendu (The Hobbit: An Unexpected Journey) : Gobelin
- 2013 : Le Hobbit : La Désolation de Smaug (The Hobbit: The Desolation of Smaug) : Gobelin
- 2014 : La Planète des singes : L'Affrontement : Rocket
- 2016 : Warcraft : Le Commencement : Peon
- 2017 : Kong: Skull Island : King Kong
- 2017 : The Square : Oleg
- 2017 : La Planète des singes : Suprématie (War for the Planet of the Apes) : Rocket
- 2018 : Avengers: Infinity War : Cull Obsidian / Groot adolescent (capture de mouvement)
- 2022 : Nope de Jordan Peele : Gordy
- 2024 : The Electric State d'Anthony et Joe Russo

### Chorégraphie, coach en mouvement, coordinateur, etc.
- 2001 : La Planète des singes de Tim Burton
- 2003 : X-Men 2 de Bryan Singer
- 2004 : Le Village de M. Night Shyamalan
- 2006 : Superman Returns de Bryan Singer
- 2007 : Next de Lee Tamahori
- 2007 : Les Quatre Fantastiques et le Surfer d'argent de Tim Story
- 2008 : L'Incroyable Hulk de Louis Leterrier
- 2009 : Transformers 2 : La Revanche de Michael Bay
- 2009 : Avatar de James Cameron
- 2009 : Primal (The Lost Tribe) de Roel Reiné
- 2011 : Attack the Block de Joe Cornish
- 2011 : La Planète des singes : Les Origines de Rupert Wyatt
- 2011 : Les Aventures de Tintin : Le Secret de La Licorne de Steven Spielberg
- 2012 : La Cabane dans les bois de Drew Goddard
- 2012 : Le Hobbit : Un voyage inattendu de Peter Jackson
- 2013 : Le Hobbit : La Désolation de Smaug de Peter Jackson
- 2014 : La Planète des singes : L'Affrontement de Matt Reeves
- 2014 : Le Hobbit : La Bataille des Cinq Armées de Peter Jackson
- 2015 : Les Quatre Fantastiques de Josh Trank
- 2016 : Le Bon Gros Géant de Steven Spielberg
- 2016 : Warcraft : Le Commencement de Duncan Jones
- 2016 : Suicide Squad de David Ayer
- 2017 : La Planète des singes : Suprématie de Matt Reeves
- 2018 : Rampage de Brad Peyton
- 2019 : Mowgli d'Andy Serkis (également réalisateur de la seconde équipe)
- 2019 : Le Roi lion de Jon Favreau
- 2020 : L'Appel de la Forêt de Chris Sanders

## Distinctions
- Screen Actors Guild Awards 2015 : nomination collective pour le casting de Le Hobbit : La Bataille des Cinq Armées